# Hystrix californica
Hystrix californica là một loài thực vật có hoa trong họ Hòa thảo. Loài này được (Bol.) Kuntze mô tả khoa học đầu tiên năm 1891.